# Angerville-l'Orcher
 Angerville-l'Orcher  es una población y comuna francesa, en la región de Alta Normandía, departamento de Sena Marítimo, en el distrito de Le Havre y cantón de Criquetot-l'Esneval.

## Demografía
| 772 | 735 | 927 | 1059 | 1161 | 1222 |
| Para los censos de 1962 a 1999 la población legal corresponde a la población sin duplicidades (Fuente: INSEE [Consultar]) |     |     |      |      |      |